# Песчановка (Херсонская область)
Песчановка (укр. Піщанівка) — село в Алёшковской городской общине Херсонского района Херсонской области Украины.
Почтовый индекс — 75112. Телефонный код — 5542. Код КОАТУУ — 6525083002.

## Население
Население по переписи 2001 года составляло 582 человека.

### Языковой состав
Родной язык населения по данным переписи 2001 года:
| Язык       | Численность, чел. | Доля     |
| ---------- | ----------------- | -------- |
| Украинский | 553               | 95,02 %  |
| Русский    | 25                | 4,29 %   |
| Другое     | 4                 | 0,69 %   |
| Итого      | 582               | 100,00 % |

## Местный совет
75112, Херсонская обл., Алёшковский р-н, с. Подстепное, ул. Первомайская, 21/3